# Powder (rivière de l'Oregon)
La rivière Powder est un affluent du Snake, d’environ 246 km de long, dans le nord-est de l’Oregon aux États-Unis. Il draine une partie du plateau du Columbia sur le versant est des Blue Mountains. Il coule presque entièrement dans le comté de Baker mais en aval de la ville de North Powder fait partie de la frontière entre le comté de Baker et le comté d’Union.

## Source
- (en) Cet article est partiellement ou en totalité issu de l’article de Wikipédia en anglais intitulé « Powder River (Oregon) » (voir la liste des auteurs).